# Шарлотта (принцеса Прусська)
Шарлотта Прусська (нім. Charlotte von Preußen, 24 липня 1860, Потсдам — 1 жовтня 1919, Баден-Баден) — прусська принцеса, старша дочка короля Пруссії та імператора Німеччини Фрідріха III і британської принцеси Вікторії Саксен-Кобург-Готської. У шлюбі — остання герцогиня Саксен-Майнінгенська.
Принцеса Шарлотта була важкою дитиною і байдужою ученицею з важким характером. Відносини з вимогливою матір'ю були напруженими. У міру дорослішання Шарлотта проявляла схильність до поширення пліток і заподіяння неприємностей оточенню. У 16 років Шарлотта остаточно відмовилася підкорятися батькам, а в 18 одружилася з Саксен-Мейнінгенським принцом Бернгардом; слабовільний чоловік не зміг вплинути на принцесу. Відома ексцентричністю, Шарлотта насолоджувалася берлінським товариством, часто залишаючи дитину, принцесу Феодору, під опікою членів сім'ї, через що згодом відносини з дочкою були вельми напруженими.
У 1888 році брат Шарлотти, Вільгельм, успадкував німецький трон; соціальний вплив принцеси зріс: протягом майже всього правління брата вона була відома своїми інтригами й проводила життя між нападами хвороби та екстравагантними заняттями при дворі. У 1914 році чоловік Шарлотти успадкував Саксен-Мейнінгенське герцогство, однак втратив його за результатами Першої світової війни. 
У 1919 році в Баден-Бадені у Шарлотти стався серцевий напад, який призвів до смерті. Все життя принцеса скаржилася на погане самопочуття; більшість істориків сходяться на думці, що у Шарлотти була порфірія, яку успадкувала і її дочка.